# 배럴 공간
함수해석학에서 배럴 공간(영어: barreled space, 프랑스어: espace tonnelé)은 공간의 모든 배럴 집합이 영벡터의 근방인 하우스도르프 위상 벡터 공간이다. 위상 벡터 공간에서 배럴 집합 또는 배럴은 볼록, 균형, 흡수 그리고 닫힌 집합이다. 배럴 공간은 바나흐-스테인하우스 정리의 한 형태가 이 공간에 적용되기 때문에 연구되었다.

## 역사
니콜라 부르바키가 1950년에 도입하였다.

## 예시
- 반노름 공간에서 단위구는 배럴이다.
- 모든 국소 볼록 공간은 배럴 집합으로 이루어진 근방 기저를 가진다. 그렇지만 공간 자체는 배럴 공간일 필요는 없다.
- 프레셰 공간, 그리고 특히 바나흐 공간은 배럴 공간이지만, 일반적으로 노름 공간은 배럴 공간이 아니다.
- 몽텔 공간은 배럴 공간이다. 결과적으로, 몽텔 공간의 강한 쌍대는 배럴 공간이다 (왜냐하면 이것도 몽텔 공간기 때문이다).
- 베르 공간인 국소 볼록 공간은 배럴 공간이다.

## 정의
{\displaystyle K\in \{\mathbb {R} ,\mathbb {C} \}}라고 하자. {\displaystyle K}-위상 벡터 공간 {\displaystyle V} 속의 배럴(영어: barrel, 프랑스어: tonneau 토노[*]) {\displaystyle B\subseteq V}는 다음 조건들을 만족시키는 부분 집합이다.
- 볼록 집합이다.
- 닫힌집합이다.
- (균형성) {\displaystyle \textstyle B\supseteq \bigcup _{a\in K}^{|a|\leq 1}aB}
- (흡수성) {\displaystyle \textstyle V=\bigcup _{a\in K}aB}

모든 배럴이 {\displaystyle 0}의 근방을 이루는 국소 볼록 공간을 배럴 공간이라고 한다.

## 성질
하우스도르프 국소 볼록 공간 {\displaystyle X}와 연속 쌍대 {\displaystyle X'}에 대해서 다음 명제는 모두 동등하다:
- X는 배럴이다,
- 모든 {\displaystyle \sigma (X',X)}을 경계로 가지는 연속 쌍대 공간 X'의 부분집합은 동등연속이다 (이것은 바나흐-스테인하우스 정리의 부분 역을 제공한다),[2]
- 연속 쌍대 공간 X'의 모든 부분집합 A에 대해서, 다음의 성질은 동등하다: A는[2]
  - 동등연속이다,
  - 상대적 약한 콤팩트이다,
  - 강한 유계이다,
  - 약한 유계이다,
- X는 강한 위상 {\displaystyle \beta (X,X')}을 지닌다,
- {\displaystyle X}에서 모든 낮은 반-연속 반노름은 연속이다,
- X의 0-근방 기저와 {\displaystyle E_{\beta }'}의 유계 집합의 기본족은 극성으로 서로 대응한다.[2]

추가로,
- 모든 순차적 완전 준배럴 공간은 배럴 공간이다.
- 배럴 공간은 몽텔, 완전, 거리화 가능, 비순차적 베르같은, 또는 바나흐 공간의 유도한계일 필요는 없다.

### 함의 관계
모든 프레셰 공간은 배럴 공간이다. 그러나 배럴 공간이 아닌 노름 공간이 존재한다. 베르 공간인 국소 볼록 공간은 항상 배럴 공간이다.
바나흐 공간 ⇒ 프레셰 공간 ⇒ 배럴 공간 ⇒ 국소 볼록 공간 ⇒ 위상 벡터 공간

### 균등 유계성 원리
배럴 공간의 경우 다음과 같은 형태의 균등 유계성 원리가 성립한다.
배럴 공간 {\displaystyle V}와 국소 볼록 공간 {\displaystyle W}가 주어졌다고 하자. 또한, {\displaystyle V\to W} 유계 작용소들의 집합 {\displaystyle {\mathcal {F}}}가 주어졌다고 하자. 그렇다면, 다음 세 조건이 서로 동치이다.
- (점별 유계성) 임의의 {\displaystyle v\in {\mathcal {F}}}에 대하여, {\displaystyle \{Fv\colon F\in {\mathcal {F}}\}}는 유계 집합이다.
- {\displaystyle {\mathcal {F}}}는 동등 연속 함수족이다.
- {\displaystyle {\mathcal {F}}}는 균등 동등 연속 함수족이다.

## 준-배럴 공간
공간의 모든 베럴 유계형 집합은 {\displaystyle 0}의 근방인 위상 벡터 공간 {\displaystyle X}은 준-배럴 공간이다. 어떤 집합이 {\displaystyle X}의 모든 유계 부분집합을 흡수하면 그 집합은 유계형 집합이다. 모든 배럴 공간은 준-배럴 공간이다.
For a 국소 볼록 공간 {\displaystyle X}과 연속 쌍대 {\displaystyle X'}에 대해서 다음 명제는 동등하다\:
- {\displaystyle X}가 준-배럴 공간이다,
- {\displaystyle X}의 모든 유계 낮은 반-연속 반노름은 연속이다,
- {\displaystyle \beta (X',X)}를 경계로 가지는 연속 쌍대 공간 모든 {\displaystyle X'}의 부분집합은 동등연속이다.